# Peñablanca (Filipinas)
Peñablanca es un municipio filipino de primera categoría perteneciente a  la provincia de Cagayán en la Región Administrativa de Valle del Cagayán, también denominada Región II.

## Geografía
Tiene una extensión superficial de 1.193,20 km² y según el censo del 2007, contaba con una población de 40.336 habitantes, 42.736  el día primero de mayo de 2010

### Barangayes
Peñablanca se divide administrativamente en 24 barangayes o barrios, 27 de  carácter rural y uno solo urbano.